# Mein liebster Feind
Mein liebster Feind ist ein 1999 in die Kinos gekommener Dokumentarfilm von Werner Herzog über das schwierige Regisseur-Darsteller-Verhältnis zwischen ihm und Klaus Kinski.

## Handlung
Gezeigt werden Szenen aus allen fünf gemeinsamen Filmen: Aguirre, der Zorn Gottes, Nosferatu – Phantom der Nacht, Woyzeck, Fitzcarraldo (auch unveröffentlichte Aufnahmen mit Jason Robards und Mick Jagger) und Cobra Verde.
Herzog zeigt auch mehrere Wutausbrüche Kinskis, die während des Drehs aufgenommen wurden, sowie Ausschnitte aus Kinskis Jesus-Christus-Erlöser-Tournee Anfang der 1970er. Zu Wort kommen unter anderem Claudia Cardinale und Eva Mattes als ehemalige Drehpartnerinnen Kinskis.

## Kritiken
„Werner Herzogs Dokumentarfilm über Klaus Kinski, den verstorbenen Hauptdarsteller mehrerer seiner Filme. Herzog berichtet von Kinskis Wutausbrüchen und von katastrophalen Dreharbeiten, zeigt zum Beleg Out-Takes und reiste eigens zu den damaligen Drehorten in Südamerika. Der Filmemacher setzt sich zugleich selbst deutlich in Szene, sodass dies nicht nur ein Film über einen außergewöhnlichen Schauspieler und Menschen wurde, sondern auch über eine von Machtkämpfen und Eitelkeiten überschattete Männerfreundschaft. Als Dokument des dahingeschiedenen deutschen Autorenfilms von hohem Wert.“

## Auszeichnungen
Sao Paulo International Film Festival
- 1999: Publikumspreis

Europäischer Filmpreis
- 1999: Nominiert für den Europäischen Filmpreis in der Kategorie Bester Dokumentarfilm[2]

Die Deutsche Film- und Medienbewertung FBW in Wiesbaden verlieh dem Film das Prädikat wertvoll.